# Gereña
Pour les articles homonymes, voir Gerena.
Gereña est un village ou contrée faisant partie de la municipalité de Vitoria-Gasteiz dans la province d'Alava dans la Communauté autonome basque.

## Démographie
| 2000 | 2001 | 2002 | 2003 | 2004 | 2005 | 2006 | 2007 |
| ---- | ---- | ---- | ---- | ---- | ---- | ---- | ---- |
| 17   | 18   | 24   | 21   | 21   | 22   | 24   | 24   |

## Voir également
- Liste des municipalités d'Alava